# プルートと小鳥の坊や
『プルートと小鳥の坊や』（プルートとことりのぼうや、原題：Pluto's Fledgling）は、ウォルト・ディズニー・プロダクションが製作した1948年9月10日公開のアニメーション短編映画作品。プルートの短編映画シリーズの一作品である。またプルートの短編映画がスクリーンで上映されたのはアメリカで1950年公開の「プルートの恋の季節」以来52年ぶりである。

## あらすじ
他の鳥を見習って空を飛ぼうとしてるがなかなかうまくいかない小さな赤い小鳥がプルートの水飲み皿に落ちてきた。そこでプルートは小鳥を口にくわえて自分の巣へ帰すが、結局屋根から落ちてしまう。巣から降りてきた小鳥は上手く飛べるようになりたいとプルートに伝えてくると、プルートは上手く飛べるように飛行訓練を開始した。プルートは小鳥に飛行訓練を教えてきた途中、ゴムに引っ掛かったところでアイデアを閃く。それは、ゴムを門の垣根に装着して強く引っ張り、飛行機のように空を飛ぶというアイデアだった。早速やってみたところ、小鳥と同時にプルートも飛行機のように空を飛ぶが、勢い余りテニスコートのネットに弾き飛ばされ、またもや屋根から落ちてしまう。小鳥はやっと飛べるようになったと伝えたところで、プルートはよく頑張ったと心から感謝するのであった。

## 登場キャラクター
- プルート

本作の主人公。飛べない小鳥を飛べるように訓練する。
- 小鳥

赤い鳥。上手く空を飛びたいとプルートに伝えてくるが、プルートが教える飛行訓練で飛べるようになる。名前は「オービル」。

## 日本での公開

### 1977年上映
『ミッキーマウスとドナルドダック（Ⅱ）』においては、1977年3月19日より4月1日迄公開の「ディズニー名作オンパレード」で公開。
- 『脱線あしか騒動』
- 『クマのプーさん』
- 『まぼろしの怪獣ネッシー』
- ミッキーマウスとドナルドダック（Ⅱ）
  - 『子りすのどんぐり合戦』
  - 『ドナルドのずっこけゴルフ』
  - 『つむじ風の親子』
  - 『がんばれ!みつばち』

### 2002年上映
2002年12月21日公開の『ピーター・パン2 ネバーランドの秘密』と共に同時上映された。